# Денисовский район
Денисовский район (каз. Денисов ауданы) — административно-территориальная единица в Костанайской области Казахстана. Административный центр — село Денисовка.
Население района преимущественно занято в сельском хозяйстве.
С 1931 по 1938 гг. административный центр Джетыгаринского района находился в Денисовке, в состав которого входила и территория современного Денисовского района. До 1997 года район носил имя грузинского революционера Серго Орджоникидзе.

## Физико-географическая характеристика

### Географическое положение
Денисовский район расположен в западной части Костанайской области. На востоке район граничит с Тарановским районом, на юге — с Камыстинским районом, на западе — с Житикаринским районом, на севере — с Челябинской областью России (протяжённость границы — 180,48 км). Площадь района — 6,8 тыс. км2.
Рельеф района равнинный, расположенный на Зауральском и Торгайском плато. Полезные ископаемые представлены известняком и строительным песком.

### Гидрография
Крупнейшей рекой района является Тобол, протекающая на востоке района, на реке расположено Верхнетобольское водохранилище. В северо-западной части района протекают притоки Аята — Аршалыаят и Камыстыаят.
Наиболее крупные озёра — Жаксы Алаколь, Светлое, Шыбындысор, Акынас.

### Климат
Климат резко континентальный, сухой. Распределение осадков по сезонам года неравномерное, наибольшее количество осадков (26—38 % от общего количества) выпадает в летний период.
| Показатель              | Янв.  | Фев.  | Март | Апр. | Май  | Июнь | Июль | Авг. | Сен. | Окт. | Нояб. | Дек.  | Год |
| ----------------------- | ----- | ----- | ---- | ---- | ---- | ---- | ---- | ---- | ---- | ---- | ----- | ----- | --- |
| Средняя температура, °C | −15,1 | −14,9 | −8,1 | 4,8  | 13,2 | 19,1 | 20,2 | 18,3 | 11,9 | 4,2  | −5,8  | −12,6 | 2,9 |
| Норма осадков, мм       | 16    | 14    | 16   | 25   | 34   | 41   | 61   | 38   | 23   | 25   | 20    | 19    | 331 |
| Источник:               |       |       |      |      |      |      |      |      |      |      |       |       |     |

### Почва
Основная часть территории района расположена в подзоне южных чернозёмов, лишь южная часть относится к зоне тёмно-каштановых почв. Местами встречаются солонцовые почвы.

### Флора и фауна
На территории района растительность степная (ковыль, полынь, типчак и др.) с березовыми лесами. Обитают волк, лисица, суслик и другие.

## История
В конце XVIII — начале XIX века по сведениям Григория Спасского на территории современного Денисовского района кочевали казахи из рода жаппас.
Денисовский район образован 8 ноября 1919 года и входил в состав Кустанайского уезда Челябинской губернии. 16 сентября 1920 года Кустанайский уезд вошёл в состав Киргизской АССР на основании постановления Челябинского губисполкома. 9 ноября 1920 года Кустанайский уезд временно передан в Оренбургско-Тургайскую губернию. 1 апреля 1921 года образована Кустанайская губерния из Кустанайского (в том числе Денисовского района) и Тургайского уездов. 27 июля 1922 года Денисовский район стал Денисовским уездом, в состав которого входили 27 волостей. После укрупнения волостей в уездах 29 марта 1923 года в Денисовском уезде осталось 10 волостей. 21 сентября 1925 года Денисовский уезд был ликвидирован, а его территория присоединена с преобразованием всех уездов Кустанайской губернии в один Кустанайский уезд, который был реорганизован в Кустанайский округ.
17 января 1928 года образован Кустанайский округ (утверждено ВЦИК 3 сентрября 1928 года), из части Денисовской, Викторовской и Коломенской волостей был образован Денисовский район. 17 декабря 1930 года постановлением ВЦИК Кустанайский округ ликвидирован, в Казахской АССР введено районное деление. Денисовский район присоединён в Джетыгаринскому и Карабалыкскому районам. 6 января 1931 года центром Джетыгаринского района стал поселок Денисовка. С 20 февраля 1932 года Денисовский район в составе Джетыгаринского района стал частью Актюбинской области. 29 июля 1936 года образована Кустанайская область из 11 районов (в том числе Джетыгаринский район с центром в Денисовке) Актюбинской области. 7 января 1938 года образован район под названием Орджоникидзевский (выделен из Джетыгаринского), районный центр — село Орджоникидзе (село Денисовка). В 1963—1966 годах район носил название — Денисовский.
В 1955 году из части территории Орджоникидзевского района образован Камышнинский район.
17 июня 1997 года Указом Президента Казахстана Орджоникидзевский район был переименован в Денисовский район, а селу Орджоникидзе было возвращено прежнее историческое название Денисовка.

## Население
| Численность населения | Численность населения | Численность населения | Численность населения | Численность населения | Численность населения | Численность населения | Численность населения | Численность населения | Численность населения |
| 1939                  | 1959                  | 1979                  | 1989                  | 1991                  | 1992                  | 1993                  | 1994                  | 1995                  | 1996                  |
| --------------------- | --------------------- | --------------------- | --------------------- | --------------------- | --------------------- | --------------------- | --------------------- | --------------------- | --------------------- |
| 23,065                | ↗32,697               | ↗33,612               | ↗34,718               | ↗36,1                 | ↘36                   | ↘35,7                 | ↘34,6                 | ↘33,4                 | ↘32,6                 |
| 1997                  | 1998                  | 1999                  | 2000                  | 2001                  | 2002                  | 2003                  | 2004                  | 2005                  | 2006                  |
| ↘31                   | ↘29,405               | ↘29,333               | ↘28,408               | ↘27,453               | ↘26,554               | ↘25,725               | ↘25,008               | ↘24,199               | ↘23,592               |
| 2007                  | 2008                  | 2009                  | 2010                  | 2011                  | 2012                  | 2013                  | 2014                  | 2015                  | 2016                  |
| ↘23,183               | ↘22,432               | ↘21,968               | ↘21,638               | ↘21,423               | ↘21,039               | ↘20,645               | ↘20,262               | ↘19,872               | ↘19,497               |
| 2017                  | 2018                  | 2019                  | 2020                  | 2021                  | 2022                  | 2023                  | 2024                  |                       |                       |
| ↘19,184               | ↘18,824               | ↘18,376               | ↘17,939               | ↘17,576               | ↘16,876               | ↘16,501               | ↘16,199               |                       |                       |

Национальный состав (на начало 2019 года):
- русские — 7 246 чел. (39,43 %)
- казахи — 4 999 чел. (27,20 %)
- украинцы — 2 993 чел. (16,29 %)
- немцы — 1 366 чел. (7,43 %)
- белорусы — 525 чел. (2,86 %)
- татары — 292 чел. (1,59 %)
- башкиры — 168 чел. (0,91 %)
- азербайджанцы — 153 (0,83 %)
- другие — 634 чел. (3,45 %)
- Всего — 18 376 чел. (100,00 %)

## Административно-территориальное деление

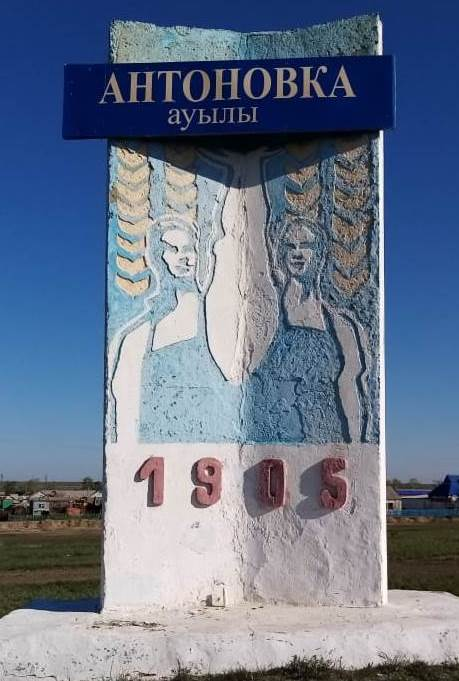
Стелла села Антоновка

В Денисовский район входит 9 сельских округов и 3 села, в составе которых находится 26 сёл:
| Сельский округ                 | Населённые пункты                                             |
| Архангельский сельский округ   | село Жалтырколь, село Архангельское                           |
| Аршалинский сельский округ     | село Аршалы, село Георгиевка, село Набережное, село Комаровка |
| Аятский сельский округ         | село Аятское, село Зааятское                                  |
| Денисовский сельский округ     | село Денисовка, село Некрасовка, село Гришенка                |
| Красноармейский сельский округ | село Фрунзенское, село Красноармейское, село Кочержиновка     |
| Покровский сельский округ      | село Покровка, село Досовка                                   |
| Приреченский сельский округ    | село Приреченка, село Окраинка                                |
| Свердловский сельский округ    | село Свердловка, село Подгорное, село Приречное               |
| Тельманский сельский округ     | село Антоновка, село Алчановка                                |
| село Крымское                  | село Крымское                                                 |
| село Перелески                 | село Перелески                                                |
| село Глебовка                  | село Глебовка                                                 |

## Экономика
Экономика района преимущественно представлена сельским хозяйством. Промышленные предприятия занимаются переработкой продукции сельского хозяйства, одно предприятие занимается производством строительных материалов.
Крупными сельхозпроизводителями в районе являются ТОО «Сарыагаш» (смешанное сельское хозяйство), ТОО «Крымское» (выращивание племенного КРС и производство пщеницы), ТОО «Фрунзенское» (животноводческое хозяйство).

### Транспорт
Через территорию района проходит железная дорога с запада на восток Карталы — Астана, а с юго-запада на северо-восток Костанай — Житикара.
В районе начинается трасса A23 с выходом к границе России (Денисовка — Житикара — Муктиколь — граница России), а через район проходит трасса A22 (Карабутак — Комсомольское — Денисовка — Рудный — Костанай).

## Культура
В Денисовском районе находится районный историко-краеведческого музей, 116 памятников истории и культуры местного значения.
За советский период награждено 11 героев Социалистического Труда, 1 лауреат Государственной премии Казахской ССР. Кроме того более 1000 человек награждены орденами и медалями, в том числе 36 из них — орденами Ленина.
В Денисовском районе есть недостроенный пионерский лагерь (52°28′47″ с. ш. 62°11′05″ в. д.), очертания которого при просмотре со спутника напоминают перевернутую пентаграмму.